# Капела (Алагоас)
Капела (порт. Capela) — муниципалитет в Бразилии. входит в штат Алагоас. Составная часть мезорегиона Восток штата Алагоас. Входит в экономико-статистический микрорегион Мата-Алагоана, который входит в Восток штата Алагоас.